# Вектор
В математиката и физиката вектори се наричат елементите на линейните пространства. Най-често те се отъждествяват с координатните си представяния като наредени {\displaystyle n}-орки от съответното числово поле. Така евклидовите пространства {\displaystyle \ \mathbb {R} ^{2}} и {\displaystyle \ \mathbb {R} ^{3}} се отъждествяват със съответно евклидовите равнина - {\displaystyle (x,y)}, и пространство - {\displaystyle (x,y,z)}, където {\displaystyle x}, {\displaystyle y} и {\displaystyle z} са реални числа.
В математиката, физиката и инженерството евклидов вектор (понякога наричан геометричен или пространствен вектор) или просто вектор е геометричен обект, който има величина (или дължина) и посока и може да бъде добавен към други вектори съгласно с векторната алгебра. В евклидовата геометрия векторът често се представя от част от линия с определена посока.

## Определение
В аналитичната геометрия се използват следните определения за вектор в равнината и пространството. – Отсечка, на която единият край е избран за първи (начало), а другият за втори (край), наричаме насочена отсечка (свързан вектор). Множеството от всички насочени отсечки, равни на дадена насочена отсечка {\displaystyle {\overrightarrow {AB}}} наричаме вектор (свободен вектор), породен от насочената отсечка {\displaystyle {\overrightarrow {AB}}}. Всяка от тези насочени отсечки
{\displaystyle {\overrightarrow {AB}}={\vec {a}}} наричаме представител на вектора {\displaystyle {\vec {a}}}.
Във всяка точка всеки вектор има точно един представител. Посока и дължина на вектор наричаме
посоката и дължината на кой да е негов представител. Нулев вектор {\displaystyle {\vec {0}}} – има
за представител коя да е нулева насочена отсечка, т.е. той няма посока и има дължина 0. За краткост, ако {\displaystyle {\vec {a}}={\overrightarrow {AB}}} или {\displaystyle {\overrightarrow {AB}}={\vec {a}}}
разбираме, че е даден вектор с представител насочената отсечка {\displaystyle {\overrightarrow {AB}}}, т.е.
{\displaystyle {\overrightarrow {AB}}\in {\vec {a}}}
- Нулева насочена отсечка – началната точка {\displaystyle A} съвпада с крайната точка {\displaystyle B}
- Ненулева насочена отсечка – началната точка {\displaystyle A} не съвпада с крайната точка {\displaystyle B}
- Дължина  – на насочената отсечка {\displaystyle {\overrightarrow {AB}}} наричаме дължината на отсечката {\displaystyle AB}. Бележим {\displaystyle \Vert {\overrightarrow {AB}}\Vert } или {\displaystyle |{\overrightarrow {AB}}|}.

## Елементи на ненулевия вектор
- начало – точка {\displaystyle A}
- край – точка {\displaystyle B}
- посока – посоката на лъча {\displaystyle AB^{\rightarrow }}
- директриса – правата {\displaystyle AB}
- дължина – дължината на отсечката {\displaystyle AB}

### Свойства на ненулевите вектори
- Всяка насочена отсечка е равна на себе си;
- Ако {\displaystyle {\overrightarrow {AB}}={\overrightarrow {CD}}}, то и {\displaystyle {\overrightarrow {CD}}={\overrightarrow {AB}}};
- Ако {\displaystyle {\overrightarrow {AB}}={\overrightarrow {CD}}} и {\displaystyle {\overrightarrow {CD}}={\overrightarrow {EF}}}, то {\displaystyle {\overrightarrow {AB}}={\overrightarrow {EF}}}.

### Насочена права
Ос (насочена права) х наричаме права, на която едната от двете ѝ посоки е избрана за
положителна, а другата – за отрицателна.

### Алгебрична мярка
Алгебрична мярка (относителна стойност) {\displaystyle AB^{-}} на ненулевата насочена отсечка {\displaystyle {\overrightarrow {AB}}} върху ос
наричаме дължина на вектор, взета със знак плюс
или минус в зависимост от това дали посоката ѝ съвпада с положителната или отрицателната
посока на оста, т.е алгебричната мярка е реално число, като
{\displaystyle {\overrightarrow {AB}}=+\Vert {\overrightarrow {AB}}\Vert } или {\displaystyle {\overrightarrow {AB}}=-\Vert {\overrightarrow {AB}}\Vert }

## Действия с вектори

### Видове вектори
- Колинеарни вектори са група вектори, които лежат на една права или на успоредни прави. Бележим {\displaystyle {\vec {a}}\parallel {\vec {b}}}.
- Еднопосочни вектори са колинеарни вектори с една и съща посока. Бележим {\displaystyle {\vec {a}}\uparrow \uparrow {\vec {b}}}.
- Противопосочни вектори са колинеарни вектори с различни посока. Бележим {\displaystyle {\vec {a}}\uparrow \downarrow {\vec {b}}}.
- Равни вектори са еднопосочни вектори с равни дължини. Директрисите на равни вектори са успоредни или се сливат. Равенството на два вектора бележим {\displaystyle {\vec {a}}={\vec {b}}}.
- Противоположни вектори са противопосочни вектори с равни дължини.
- Компланарни вектори са група вектори, които лежат в една равнина или в успоредни равнини. Всяка двойка вектори е компланарна.
- Некомпланарни вектори са група вектори, нележащи в една равнина.

### Действия с вектори в равнината

#### Равенство
{\displaystyle {\vec {a}}={\vec {b}}\Leftrightarrow \Vert {\vec {a}}\Vert =\Vert {\vec {b}}\Vert }

#### Сума
Сума на два вектора {\displaystyle {\vec {a}}} и {\displaystyle {\vec {b}}} наричаме нов вектор, който означаваме с {\displaystyle {\vec {a}}+{\vec {b}}}, и който може да се получи по два начина: по правилото на триъгълника или по правилото на успоредника.
- Правило на триъгълника:

Нека {\displaystyle {\overrightarrow {AB}}} е представител на векторът {\displaystyle {\vec {a}}} и {\displaystyle {\overrightarrow {BC}}} е представител на вектора {\displaystyle {\vec {b}}}. Тогава {\displaystyle {\overrightarrow {AB}}+{\overrightarrow {BC}}={\overrightarrow {AC}}}.
- Правило на успоредника:

При правилото на успоредника се построяват представители {\displaystyle {\overrightarrow {AB}}} и {\displaystyle {\overrightarrow {AD}}} на двата вектора с общо начало. После се построява успоредник {\displaystyle ABCD}, който има за страни тези отсечки. Насочената отсечка {\displaystyle {\overrightarrow {AD}}}, представляваща диагонал на построения успоредник, е представител на сумата на векторитe {\displaystyle {\vec {a}}+{\vec {b}}}.
- Правило на многоъгълника:

За събиране на повече от две вектора се построява представител на всеки следващ вектор с начало във върха на представителя на последния добавен вектор. Сумата от всички вектори има за представител насочената отсечка от началото на първия до върха на последния вектор. Това обобщение на правилото на триъгълника се нарича правило на многоъгълника и намира приложение в статиката при събиране на сили.
Пример: {\displaystyle {\overrightarrow {AB}}+{\overrightarrow {BC}}+{\overrightarrow {CD}}+{\overrightarrow {DE}}+{\overrightarrow {EF}}={\overrightarrow {AF}}}.
- Свойства:

{\displaystyle {\vec {a}}+{\vec {b}}={\vec {b}}+{\vec {a}}}
{\displaystyle ({\vec {a}}+{\vec {b}})+{\vec {c}}={\vec {a}}+({\vec {b}}+{\vec {c}})}
{\displaystyle {\vec {a}}+{\vec {0}}={\vec {a}}}
{\displaystyle {\vec {0}}+(-{\vec {a}})=-{\vec {a}}}
{\displaystyle {\vec {a}}+(-{\vec {a}})={\vec {a}}-{\vec {a}}={\vec {0}}}
Ако векторите {\displaystyle {\vec {a}}} и {\displaystyle {\vec {b}}} са зададени с координатите си {\displaystyle {\vec {a}}=(a_{1},\ a_{2},\ a_{3})} и {\displaystyle {\vec {b}}=(b_{1},\ b_{2},\ b_{3})} в тримерното пространство, тогава {\displaystyle {\vec {a}}+{\vec {b}}=(a_{1}+b_{1},\ a_{2}+b_{2},\ a_{3}+b_{3})}

#### Разлика
Сумата на един вектор {\displaystyle {\vec {a}}} с противоположния на друг вектор {\displaystyle {\vec {b}}} наричаме разлика на два вектора.
От правилото на триъгълника и правилото на успоредника следва:
{\displaystyle {\vec {a}}-{\vec {b}}={\vec {a}}+(-{\vec {b}})}
Ако се построят представители на двата вектора с общо начало, то представител на разликата е насочената отсечка, която съединява върха на втория вектор с върха на първия.
Ако векторите {\displaystyle {\vec {a}}} и {\displaystyle {\vec {b}}} са зададени с координатите си {\displaystyle {\vec {a}}=(a_{1},\ a_{2},\ a_{3})} и {\displaystyle {\vec {b}}=(b_{1},\ b_{2},\ b_{3})} в тримерното пространство, тогава {\displaystyle {\vec {a}}-{\vec {b}}=(a_{1}-b_{1},\ a_{2}-b_{2},\ a_{3}-b_{3})}

#### Произведение на вектор с реално число
Произведение на вектор {\displaystyle {\vec {a}}\neq {\vec {0}}} с число {\displaystyle \lambda \in \mathbb {R} } наричаме нов вектор {\displaystyle \lambda {\vec {a}}} с дължина {\displaystyle \Vert \lambda {\vec {a}}\Vert =|\lambda |\Vert {\vec {a}}\Vert }, като:
- {\displaystyle \lambda {\vec {a}}\uparrow \uparrow {\vec {a}}}, ако {\displaystyle \lambda >0}

- {\displaystyle \lambda {\vec {a}}\uparrow \downarrow {\vec {a}}}, ако {\displaystyle \lambda <0}

Ако {\displaystyle \lambda =0} или {\displaystyle {\vec {a}}={\vec {0}}}, то {\displaystyle \lambda {\vec {a}}={\vec {0}}}.

##### Свойства на произведението
{\displaystyle \lambda (\mu {\vec {a}})=(\lambda \mu ){\vec {a}}}
{\displaystyle (\lambda +\mu ){\vec {a}}=\lambda {\vec {a}}+\mu {\vec {a}}}
{\displaystyle \lambda ({\vec {a}}+{\vec {b}})=\lambda {\vec {a}}+\lambda {\vec {b}}}

### Вектори в пространството

#### Векторна база в пространството

##### Определение
Нека {\displaystyle {\vec {a}}{,}\ {\vec {b}}{,}\ {\vec {c}}} са ненулеви вектори в пространството и точка {\displaystyle O} е произволна точка. Нека {\displaystyle {\overrightarrow {OA}}={\vec {a}}{,~}{\overrightarrow {OB}}={\vec {b}}{,~}{\overrightarrow {OC}}={\vec {c}}{.}}
Векторите {\displaystyle {\vec {a}}{,}\ {\vec {b}}{,}\ {\vec {c}}} се наричат компланарни, ако точките {\displaystyle O}, {\displaystyle A}, {\displaystyle B} и {\displaystyle C} лежат в една или в успоредни равнини.
Ако лежат в различни равнини, те се наричат некомпланарни. Прието е нулевият вектор да е компланарен с произволна двойка вектори.
Два неколинеарни вектора образуват векторна база в равнината, а три некомпланарни вектора образуват векторна база в пространството.

##### Теореми
Ако векторите {\displaystyle {\vec {a}}{,}\ {\vec {b}}{,}\ {\vec {c}}} образуват база {\displaystyle \{{\vec {a}}{;}\ {\vec {b}}{;}\ {\vec {c}}\}} в пространството, то за всеки вектор съществува единствено базисно представяне в тази база.
Следствие:
Ако {\displaystyle \{{\vec {a}}{;}\ {\vec {b}}{;}\ {\vec {c}}\}} е векторна база в пространството, то равенство от вида {\displaystyle \alpha {\vec {a}}+\beta {\vec {b}}+\gamma {\vec {c}}={m}{\vec {a}}+{n}{\vec {b}}+{p}{\vec {c}}} е възможно тогава и само тогава, когато {\displaystyle \alpha ={m}{,~}\beta ={n}{,~}\gamma ={p}}.

#### Скаларно произведение на два вектора
Скаларно произведение на два ненулеви вектора {\displaystyle {\vec {a}}} и {\displaystyle {\vec {b}}} е числото {\displaystyle \Vert {\vec {a}}\Vert \Vert {\vec {b}}\Vert \cos {\angle {({\vec {a}},\ {\vec {b}})}}}, където {\displaystyle \cos {\angle {({\vec {a}},\ {\vec {b}})}}} е косинусът на ъгъла между двата вектора, a {\displaystyle \Vert {\vec {a}}\Vert } и {\displaystyle \Vert {\vec {b}}\Vert } са дължините на векторите. Ъгълът може да приема стойности в интервала {\displaystyle \left[{0^{\circ },\ 180^{\circ }}\right]}. Лесно може да се покаже, че
{\displaystyle {\vec {a}}\perp {\vec {b}}\Leftrightarrow {\vec {a}}{.}{\vec {b}}=0}
Ако векторите {\displaystyle {\vec {a}}} и {\displaystyle {\vec {b}}} са с координати {\displaystyle {\vec {a}}=(a_{1},\ a_{2},\ a_{3})} и {\displaystyle {\vec {b}}=(b_{1},\ b_{2},\ b_{3})} в тримерното пространство, то:
{\displaystyle {\vec {a}}{.}{\vec {b}}=a_{1}b_{1}+a_{2}b_{2}+a_{3}b_{3}}

#### Векторно произведение на два вектора
Три вектора в пространството образуват дясна тройка ако при гледане в посока на третия вектор, за да се завърти първият вектор към посоката на втория, чрез въртене на ъгъл по-малък от {\displaystyle 180^{\circ }}, същият трябва да се завърти по посока на часовниковата стрелка.
Векторно произведение на два вектора {\displaystyle {\vec {a}}} и {\displaystyle {\vec {b}}} е вектор, перпендикулярен на равнината, определена от тези вектори, образува дясна тройка с тях и дължината му е равна на произведението от дължините на двата вектора и синусът на ъгъла между тях. Самото векторно произведение се дефинира така:
{\displaystyle {\vec {a}}\times {\vec {b}}=\Vert {\vec {a}}\Vert \Vert {\vec {b}}\Vert \sin \angle ({\vec {a}},\ {\vec {b}})\ \mathrm {\hat {n}} }, където с {\displaystyle \mathrm {\hat {n}} } е отбелязан единичният вектор, перпендикулярен на равнината, определена от векторите {\displaystyle {\vec {a}}} и {\displaystyle {\vec {b}}} и с посока тази на {\displaystyle {\vec {a}}\times {\vec {b}}}.
Нека векторите {\displaystyle {\vec {a}}} и {\displaystyle {\vec {b}}} са зададени с координатите си {\displaystyle {\vec {a}}=(a_{1},\ a_{2},\ a_{3})} и {\displaystyle {\vec {b}}=(b_{1},\ b_{2},\ b_{3})} в тримерното пространство и {\displaystyle {\vec {i}},{\vec {j}},{\vec {k}}} са единичните вектори на дясно ориентирана ортонормирана координатна система. Тогава векторното произведение изглежда така:
{\displaystyle {\vec {a}}\times {\vec {b}}=\mathrm {det} \left({\begin{matrix}{\vec {i}}&{\vec {j}}&{\vec {k}}\\a_{1}&a_{2}&a_{3}\\b_{1}&b_{2}&b_{3}\end{matrix}}\right)}
Векторното произведение е антикомутативно, което означава, че размяната на местата на множителите променя знака на векторното произведение:
{\displaystyle {\vec {a}}\times {\vec {b}}=-{\vec {b}}\times {\vec {a}}}

#### Смесено произведение на вектори
Ако са дадени три вектора {\displaystyle {\vec {a}}}, {\displaystyle {\vec {b}}} и {\displaystyle {\vec {c}}}, произведението {\displaystyle ({\vec {a}}\times {\vec {b}}){.}{\vec {c}}} се нарича смесено произведение на трите вектора.
Смесеното произведение е число, равно на детерминантата от координатите на трите вектора:
{\displaystyle ({\vec {a}}\times {\vec {b}}){.}{\vec {c}}=\mathrm {det} \left({\begin{matrix}a_{1}&a_{2}&a_{3}\\b_{1}&b_{2}&b_{3}\\c_{1}&c_{2}&c_{3}\end{matrix}}\right)}
Смесеното произведение е асоциативно, затова може да се означава без уточняване на това, кое произведение е векторно, а кое скаларно, например с {\displaystyle ({\vec {a}},{\vec {b}},{\vec {c}})}:
{\displaystyle ({\vec {a}}\times {\vec {b}}){.}{\vec {c}}={\vec {a}}{.}({\vec {b}}\times {\vec {c}})=({\vec {a}},{\vec {b}},{\vec {c}})}
Смесеното произведение има геометричен смисъл - равно е по модул на обема на паралелепипеда, образуван от трите вектора. От този геометричен смисъл следва, че равенството на смесеното произведение на нула е критерий за компланарност на векторите. (Щом обемът на паралелепипеда е нула, векторите лежат в една равнина или някой от тях е нула.)
Знакът на смесеното произведение зависи от това дали координатната система и тройката вектори са дясно или ляво ориентирани. Ако ориентацията на векторите (дали тройката вектори е лява или дясна) съвпада с ориентацията на координатната система, знакът е положителен, а при различна ориентация - отрицателен.

## Линейна независимост и линейна зависимост на вектори
Нека {\displaystyle V} е векторно пространство над полето {\displaystyle K}. Множеството вектори {\displaystyle ({\vec {v}}_{i})_{i\in I}} се нарича линейно независимо, когато всяко негово крайно подмножество е линейно независимо.
Едно крайно множество от вектори {\displaystyle {\vec {v}}_{1},{\vec {v}}_{2},\dots ,{\vec {v}}_{n}} от {\displaystyle V} се нарича линейно независимо, когато единственото възможно представяне на нулевия вектор като линейна комбинация
{\displaystyle \displaystyle \sum _{k=1}^{n}a_{k}{\vec {v}}_{k}={\vec {0}}}
е когато всички коефициенти {\displaystyle a_{1},a_{2},\dots ,a_{n}} са равни на нула.
Ако нулевият вектор може да бъде изразен и по нетривиален начин (с коефициенти различни от нула), векторите се наричат линейно зависими.